# لستر جيرمر
لستر هالبرت جيرمر (بالإنجليزية: Lester Germer)‏ (10أكتوبر 1896 - 3 أكتوبر 1971) فيزيائي أمريكي، أثبت مع كلنتون دافيسون خاصية ازدواجية موجة-جسيم للمادة خلال تجربة كلنتون-جيرمر والتي كانت من الأهمية لتطوير المجهر الإلكتروني. وقد دعمت تلك الدراسات العمل النظري للويس دي بروي. ودرس أيضا الانبعاثات الحرارية وتعرية المعادن والفيزياء المتصلة. ونال وسام إليوت كريسون سنة 1931.
خلال الحرب العالمية الأولى عمل ليستر طيارا على طائرة مقاتلة، وبعدها عمل في مختبرات بل بولاية نيو جيرسي.
ابتداء من سنة 1945 (في سن ال49) بدا جيرمر بمهنة جانبية وهي تسلق الجبال. وقد تسلق العديد من المرتفعات في أنحاء شمال شرق الولايات المتحدة وخصوصا في بجبال شاوانجنك بولاية نيويورك. ومع أن نادي جبال الأبلاش كان مهيمنا على المنطقة في ذلك الوقت وله قواعد صارمة في تسلق الصخور، إلا أن ليستر لم يرتبط مع النادي، مما أوجد نفسه في صراع مع رائد التسلق هانز كراوس، الذي كان رئيسا للجنة السلامة في ذات النادي. وفي إحدى المرات تم رفض اعطائه شهادة تسلق مع تعليق به:«يحب الناس كثيرا وغير متحمس للغاية.» كان ليستر معروفا بكونه سخيا وودودا. وقد أطلق يوما انه «مدرسة تسلق».
وفي 1971 وقبل اكماله سن ال75 بإسبوع وخلال تسلقه جبال شاوانجنك أصابته جلطة قلبية حادة. وحتى تلك اللحظة فقد اكمل 26 سنة في سجل حافل ونظيف من أي اخطاء في تسلق الجبال.